# Geghadir (Aragatsotn)
Pour l’article homonyme, voir Geghadir (Kotayk).
Geghadir (en arménien Գեղադիր) est une communauté rurale du marz d'Aragatsotn, en Arménie. Elle compte 682 habitants en 2009.